# 파이어니어 변칙
파이어니어 변칙(Pioneer anomaly) 또는 파이어니어 효과(Pioneer effect)는 파이어니어 10호와 파이어니어 11호가 태양을 탈출하는 궤도를 가져 태양으로부터 20 AU 떨어졌을 때, 이론적으로 예측되었던 속도와 실제로 측정된 속도 간의 차이를 말한다. 이는 몇 년 동안 관심의 대상이 되었지만, 현재는 비등방성 열복사로 설명되었다.
두 탐사선은 태양을 탈출하고는 있지만 태양의 중력으로 속도가 줄어들고 있다. 항법 장치를 정밀 분석한 끝에, 탐사선이 예상된 속도보다 살짝 더 느리다는 것이 나타났다. 탐사선은 태양을 향해 매우 작은 속도, 약 (8.74±1.33)×10−10 m/s2 정도로 감속되며, 약 10년 정도마다 1km/h만큼 감속된다. 두 탐사선은 1972년과 1973년에 발사되고 파이어니어 효과는 1980년에 처음 발견되었지만, 1992년까지 심각하게 연구되지는 않았었다. 탐사선과의 마지막 통신은 2003년에 이루어졌지만, 기록된 자료의 조사는 계속되고 있다.
두 탐사선의 동작과 중력 이론 자체에 대한 많은 설명들은 단지 이 변칙을 설명하기 위해서 제안되었다. 1992년부터 2012년까지는 하나의 특별한 설명이 인정되었는데, 탐사선은 고도의 진공 속에 있고, 그러므로 방사성동위원소 열전기 발전기에서 나오는 열복사를 통해 속도가 바뀐다는 것이었다. 때문에 탐사선의 설계상 한 방향으로 열이 더 많이 방출되도록 하면(비등방성), 방사선에서 나오는 복사압으로 탐사선이 반대 방향으로 밀린다는 것이었다. 이 힘은 또한 달궈진 광자에 의해 이루어지기 때문에, "열 반동력"이라고도 한다. 만약 방사선 압력이 태양과 반대 방향으로 계속 보내진다면, 행성간 매질(불완전한 진공)에서 마찰이 일어나는 등, 알려진 것보다 더 많이 속도가 줄어들 것이다.
2012년 다른 그룹은 다른 탐사선들의 열 반동력을 재분석했고 여러 장의 논문을 작성했다. 이 그룹이 발표한 내용에 따르면 전체 변칙을 설명할 수 있게 하는 원인은 지극히 평범한 것이었고, 새로운 현상을 가리키는 다른 물리적 패러다임이 필요하지 않았다. 현재까지 이루어졌던 가장 상세한 분석은 원래 연구자에 의해 명시적으로 열 반동력을 추정하는 방법을 살펴봤는데, 이 연구자는 다음과 같이 말했다. "우리는 두 추정치 사이에 통계학적으로 유의한 차이를 확인하지 못했고, 열 반동력이 제대로 설명된다면, 어떠한 변칙적 가속도도 남지 않는다고 결론내렸다"

## 변칙에 대한 설명
파이어니어 10호는 목성, 11호는 목성/토성에 각각 보내졌다. 각각의 탐사선들은 자이로스포크를 이용한 회전 안정화 기술을 사용하여 고이득 안테나가 계속 지구를 향하게 움직임을 조정했다. 탐사선의 추진기들은 행성들을 접근 통과한 후에는 원뿔 주사를 통해 지구를 향하기 위해서만 작동되었고, 탐사선들은 태양계를 탈출하며 기나긴 "순항 단계"를 시작했다. 이 기간 동안, 탐사선들은 주변 우주 공간의 물리적 정보와 같은 귀중한 정보들을 오랫동안 보내왔다.
탐사선들은 "순항 단계"를 진행하는 중에는 자세 조정을 안 하다시피 하였기 때문에, 탐사선의 움직임을 통해 태양풍의 밀도를 측정할 수 있었다. 태양계 바깥쪽에서는 지구에서의 관측 결과에 기초하여, 이 밀도를 용이하게 계산할 수 있다. 하지만 파이어니어의 위치를 전파가 전송되는 속도를 이용해서 계산한 결과와 모든 알려진 효과들을 고려해 위치를 계산한 결과는 서로 달랐다. 파이어니어는 속도가 줄어들어 태양으로부터 예상보다 수천 킬로미터가량 가까운 것으로 나타났다. 수천 킬로미터는 파이어니어가 태양으로부터 떨어진 거리에 비하면 미미하지만 통계적으로는 유의미한 값이다. 이 현상은 재측정을 진행해도 여전히 탐사선에 작용하고 있었으며, 오히려 점점 커져갔다.
이 변칙 현상이 커져가면서 탐사선이 예상보다 느리게 움직이는 것처럼 보였다. 도플러 효과를 이용한 측정에서도 같은 결과가 나왔다. 관찰된 적색편이는 예상보다 적었고, 파이어니어의 속도가 줄어들었음을 나타냈다.
공식적으로 발표된 모든 힘을 고려했을 때, 매우 작지만 원인 불명의 힘이 남아있었다. 두 탐사선은 태양을 향해 (8.74±1.33)×10−10 m/s2의 속도로 가속되고 있었다. 만약 탐사선의 위치가 1년 단위로 측정된 속도와 알려진 힘들(주로 중력)에 기초하여 예측된다면, 탐사선들은 연말 즈음에는 예상보다 태양에 거의 400 km가량 더 가까이 있었다. 이 이상 현상은 현재 열 반동력으로 설명이 가능하다고 생각된다.

## 설명: 열 반동의 힘
열 반동이 과소 평가되었다는 제안은 1998년부터 시작되었고,
이들이 제시한 이론에서는 감속도 전체를 설명할 수 있었다. 하지만 이 시기에 이 이론을 증명하기 위한 어떤 측정 방법도 탐사선의 온도 자료와 상세한 열 모형이 필요했기 때문에 열 반동력을 측정하기는 굉장히 어려웠다. 또한 모든 모형은 시간에 따른 효과의 감소를 예측했는데, 이는 실제로 나타나지 않았었다.
이 문제들은 하나하나 해결되었다. 기존에 있던 원격 측정 기록들이 발견되어 파일 형식이 변환되었다. 이 자료에는 부품들의 전력 소모 수치와 일부 부품의 온도 자료가 있었다. 그 후 몇몇 그룹은 상세한 열 모형을 만들었다. 이 모형은 알려진 온도나 전력 소모에 대해서 확인할 수 있었고, 반동력의 정량적 계산을 가능하게 했다. 또한 기록을 분석한 결과 오랜 시간 동안 효과가 줄어드는 것은 사실로 밝혀졌다.
2012년 7월, 슬라바 투리시에브 등은 피지컬 리뷰 레터스에 변칙을 설명하는 논문을 제출했다.
"저희는 파이어니어 10호, 11호 탐사선의 비정상적인 가속도가 열 복사의 등방성 방출과 관련된 반동력에 기인하는가에 대해 조사했습니다. 이를 위해 저희는 프로젝트 문서나 탐사선 설계도에 의존해서 두 탐사선의 포괄적인 열 모델을 만들었습니다. 그리고 경계 조건 등 실제 원격 측정을 이용해 숫자상으로 열 전도 및 복사 방정식을 해결했습니다. 저희는 파이어니어 10호가 태양에 떨어진 정도에 따라서 변하는 열 반동의 효과를 평가하기 위해 이 모델의 결과를 사용합니다. 저희의 결과는 가속도의 크기, 시간, 방향이 모든 관측된 요소와 유사하게 나타났습니다. 저희 연구의 새로운 요소로써, 저희는 열 반동력에 대한 매개 변수화 모델을 개발하고 도플러 자료를 이용해 이 이론의 독립적인 계수를 추정합니다. 저희는 두 추정치 사이의 통계적으로 유의미한 차이를 발견하지 못했고, 결론은 다음과 같습니다. 열 반동의 힘이 제대로 계산된다면, 확인되지 않은 가속도는 없어집니다."
위의 분석은 현재까지 가장 상세한 분석이지만, 설명은 열 반동에 기초하여 계산하는 다양한 기술이 포함되어 있어 다른 독립된 연구 팀들을 지원한다. 예를 들어, "열 반동의 압력은 근접 통과 변칙에는 적용되지 않지만 파이어니여 변칙의 문제를 해결할 가능성이 있다." 그리고 "이는 전체의 이상한 가속도는 열 반동으로 설명될 수 있음을 나타낸다"

## 이전에 제안되었던 원인들
열 반동 이론이 받아들어져기 전, 다른 이론들은 두 분류("평범한 원인" 또는 "새로운 물리학")로 구분되었다. "평범한 원인"은 측정 오류, 기체 누출, 잘못 계산된 방열 압력과 같은 원인을 말하고, "새로운 물리학"은 중력 이론의 개정을 제안했다.
만약 파이어니어 변칙이 멀리 떨어진 물체 사이의 중력 이론이 잘못된 것이었다면, 자연적인 천체들의 운동에는 똑같은 영향을 미치지 않는다는 허점이 존재했다(특히 파이어니어 변칙은 현재 알려진 형태로 발생되고 있다). 따라서 중력은 모든 물체가 중력의 영향을 동등하게 받는다는 등가원리를 무시해야 된다는 결과가 나온다. 따라서, 행성이나 위성의 움직임을 점점 정확히 측정할수록 파이어니어 변칙의 원인이 이상한 중력일 가능성을 훼손하게 된다.
 하지만 몇몇은 우리가 명왕성과 같은 왜행성의 움직임에 대해서 알고 있는 지식은 여전히 중력의 본질을 반증하기에 충분하다고 믿었고, 해왕성 바깥 천체 몇몇을 이용해서 태양계 외곽에서 파이어니어형 여분 가속도의 존재를 배제했다.
파이어니어 효과의 크기 {\displaystyle a_{p}}((8.74±1.33)×10-10 m/s2)는 광속 {\displaystyle c}와 허블 상수 {\displaystyle H_{0}}를 곱한 값((6.59±0.075)×10-10 m/s2)과 수치적으로 매우 가깝고, 이를 통해 물리 우주론과의 관계를 암시했지만, 현재는 특별한 의미가 없다고 받아들여진다.
그리고 최근 슬라바 투리시에브와 토스가 착수했던 제트 추진 연구소의 검토에 따르면, 다른 과학자들은 우주 모형의 물리적 의미 자체를 기반으로 하여 반증하고 있는 반면, 오히려 기존의 자료를 고려하여 우주론과의 연결이 배제되고 있다.
태양계나 은하와 같이 중력으로 결합된 물체와 같은 경우는 우주의 팽창에 영향을 받지 않는다. 이는 기존의 이론과, 측정 값에서 알려진 사실이다. 하지만 이는 반드시 새로운 물리학이 우주에서 기원하는 행성의 항력 효과를 설명하는 것을 방해하는 것만은 아니다.

## 다른 임무에서의 징후
두 파이어니어 탐사선은 이러한 징후를 발견할 수 있는 특수한 경우였는데, 오랜 시간
동안 인공적인 궤도 수정 없이 우주를 항해했기 때문이다. 파이어니어 이후에 발사된 탐사선들은 목표 행성에 가서 궤도에 진입하거나 자세 조정을 위해 추진기를 사용하여 궤도가 조금씩 변하였기 때문에 측정할 수 없었다.
보이저 탐사선들도 파이어니어와 비슷하게 먼 우주로 나갔지만, 회전 안정화를 사용하지 않았다. 지구와의 통신을 유지하기 위한 자세 제어를 위해서 추진기를 계속 발사해야 했다. 보이저 탐사선의 자세 제어를 위해 사용되었던 추진기로 인해 속도 변화를 측정할 기회를 놓쳤다. 이 "잡음"이 파이어니어 변칙과 비슷하게 속도를 변화시킬 수 있었는데, 10−9 m/s2만큼의 가속도였으므로 크게 측정할 수는 없었다.
갈릴레오나 율리시스와 같은 최근의 탐사선들은 전체 임무 기간 중 일부나 전체 동안 회전 안정화를 사용한다. (태양과의 거리와 같은 요소 때문에) 변칙의 원인을 이것을 토대로 결론내릴 수는 없었지만, 이 탐사선들은 파이어니어와 동일한 현상을 보여주었다.
카시니-하위헌스 탐사선은 자세 제어를 위한 반작용 조절용 바퀴뿐만 아니라 추진기도 가지고 있었다. 그래서 조용히 항해할 때는 오로지 바퀴에만 의지해 가속도의 정밀한 측정이 가능했다. 또한 방사성동위원소 열전기 발전기도 달려 있었는데, 본체 가까이에 달려 있어 가속도 예측이 어려운 방향에 있었다. 카시니에서의 확인되지 않은 가속도는 (26.7±1.1)×10-10m/s2였고, 파이어니어의 가속도보다 약 3배 정도 더 컸다. 이 측정값은 불확실한 상태인 열의 효과와 다른 효과들이 합해진 것이다. 따라서 이 측정값은 결론적으로 변칙의 존재를 부인하였다.
카시니가 토성에 도착한 후, 궤도 진입과 하위헌스 탐사선을 떨어트리기 위해 많은 연료를 사용해 질량이 줄어들었다. 질량이 줄어들었기 때문에 방사선에 의한 가속도가 증가하게 된다. 가속도의 변화는 방사선에 의한 가속과 중력에 의한 가속을 별도로 측정할 수 있었다. 순항 상태와 토성 궤도에서의 자료를 비교하면 알려지지 않은 거의 모든 가속도의 원인은 방사선의 힘 때문이었고, 밝혀지지 않은 힘의 크기는 파이어니어에서의 수치보다 작았다.

## 열 반동법의 잠재적인 문제
원래 보고되었던 변칙의 효과 중 두 가지, 변칙이 주기적으로 일어난다는 것과 토성 근처에서 변칙이 시작되는 현상은 열 이론으로 해결되지 못했다.
첫째로, 변칙은 명백히 매년 반복되는 주기성을 가지고 있었고, 지구의 항성시를 기준으로 오차 범위보다 큰 주기성 또한 가지고 있었다. 하지만 동일한 논문은 이 문제가 변칙과 관련이 없을 가능성이 높다고 하였다. "매년 또는 매일 반복되는 주기성은 이론의 문제일 가능성이 매우 높다는 말의 다른 표현이다. [...] 선택한 기준 프레임에 대해 우주선 방향 변수가 잘못되었을 때 이러한 이론 오류가 발생한다."
둘째로, 변칙의 값은 파이어니어 11호가 토성을 지나치기 전후해 불확실성이 높았고 값이 평균화되었다. 투리시에브의 논문에서는 파이어니어 10호의 값만 비교되었었다. 파이어니어 변칙은 파이어니어 11호가 토성을 지나치기 전까지도 별로 주목받지 못한 상태였다. 그러나, 최근의 분석 결과에서는 "변칙은 단지 파이어니어 변칙의 "시작"이 태양열 이론 계산이 잘못되어 나타난 단순한 결과일 수 있다; 이 문제는 초기 탐사선의 궤적을 추가로 분석해서 해결할 수 있다."라고 하였다.

## 제안되었던 설명
태양을 향한 가속도를 설명하기 위한 노력은 계속되고 있다. 이 내용들은 다음과 같이 분류된다. "불명의 감속도", "관측 오류", "새로운 물리학".
2011년 3월, 전문가들은 열이 탐사선을 감속시키는지 알기 위한 새로운 계산식을 제안했다.

### 불명의 감속도
실제 이 감속도는 현재 모델에서 고려되지 않은 몇 가지 설명이 가능할 것이라고 예상되고 있다.

#### 열 복사 압력
모델에서 설명되지 않은 감속도는 탐사선의 자체적인 열로부터 발생하는 열복사에서 발생할 수 있다(이 효과는 태양빛이나 탐사선의 전파 전송에 의해서 일어날 수 없다고 여겨지는데, 이는 태양으로부터의 거리가 너무 멀고 위치가 다르기 때문이다).
가능성 중 하나는 RTG나 우주선의 전자 장치에서 방출되는 비대칭적인 복사열에 의한 것이라는 설명이다. RTG 자체적으로 균형이 잡혀 있다고 해도, 복사열 중 일부는 탐사선의 접시 안테나 뒤편에서 반사되어, 태양빛을 받는 솔라 세일처럼 되튐 현상을 일으킬 수 있다.
2007년 2월 두 번째 ISSI에서 비대칭적인 복사열이 주요 의심원임이 제시되었다. 2008년 4월 미국 물리학회에서는 열 복사의 차이가 관측된 가속도의 1/3 정도만일 가능성을 제기했다.
포르투갈의 연구 팀은 이전의 모델이 사용하였던 복사압의 방향이 잘못되었다고 주장하였고, 정반사와 난반사를 동시에 설명하는 "퐁 반사 모델"을 사용함으로서 관측 결과를 설명할 수 있다고 하였다. 이 설명은 중앙 기기에서 안테나를 맞고 되돌아와 태양 방향으로 작용하는 추력 대부분을 찾아내었다. 제트 추진 연구소는 현재 자신들만의 열 자료를 통하여 이 현상을 설명하려고 시도 중이다.

#### 중력
카이퍼 대나 암흑 물질에 의한 중력이 감속도를 발생기킨다고 하는 이론도 있었다. 하지만 이 감속도는 바깥쪽 행성들의 궤도에 변화를 주지 않을 정도로 작고, 어떠한 중력 이론이던지 이럴 경우에는 등가원리를 위반해야 한다고 설명한다. 마찬가지로 이 변칙은 해왕성의 위성에도 적용되지 않으므로, 이 파이어니어 변칙은 태양으로부터의 먼 거리라는 점을 감안해 태양으로부터 자유로운 중력 현상일 수도 있다.

#### 항력
먼지, 태양풍, 우주선과 같은 행성간 매질들이 항력을 일으킨다고 생각되었다. 그러나, 관측된 밀도 값은 이 현상을 일으키기에는 너무 적다.

#### 기체 누출
탐사선의 방사성동위원소 열전기 발전기에서 헬륨과 같은 기체가 새는 것도 가능한 이유로 생각되었다.

### 관측 오류
장비나 컴퓨터 오류로 인한 관측 오류가 이 변칙의 원인이라고도 생각되었다. 하지만 2010년 3월의 발표에서는, 각각 독립적으로 일곱 번 측정하였으나 변칙이 계속 나타났으므로 측정 오류는 아니라고 결론지어졌다.

### 새로운 물리학
"파이어니어 변칙"이 행성에서는 나타나지 않기 때문에, 안데르센 등은 이 현상이 새로운 물리학을 나타내는 것일 수 있다고 추측하면서 이 현상은 매우 흥미로운 현상이라고 주장하였다. 이후 탐사선으로부터의 도플러 신호가 확인된 이후, 연구팀은 다시 한 번 이 현상을 설명하는 방법 중 하나가 새로운 물리학일 수 있다고 추정하였다.

#### 시계 가속
시계 가속은 탐사선이 태양 쪽으로 가속되는 것에 대한 또 다른 해법으로, 이 이론은 팽창하는 우주가 만들어내는 "중력 퍼텐셜"에 초점을 두었다. 늘어난 중력 퍼텐셜이 우주 전체의 시간을 가속시킨다는 것으로, 이 시간 가속 효과로 인해 파이어니어 10호와 11호가 예측된 궤도에서 벗어나는 것처럼 관측된다는 것이다.
위의 연구에 따라, 안데르센 연구 팀은 1.5 Hz 대역을 8년 넘게 연구하였고, 이 연구를 통하여 시간이 균일하게 흘러가지 않는 지역이 있다는 시계 가속 이론을 검증할 수 있었다. 안데르센의 팀은 이 현상에 알맞는 여러 이론들을 살펴보았고, "시계 가속" 이론을 채택하였다.

#### 수정된 중력의 정의
수정 뉴턴 역학 이론은 전통적인 뉴턴의 값으로부터 나오는 중력이 10−10 m/s2 이하의 낮은 가속도에서는 달라진다고 주장한다. 따라서, 태양계 외부의 낮은 가속도에서는 변형된 중력 방정식을 통하여 탐사선들에 영향을 줄 수 있다. 하지만 라지오스 위성의 데이터와 달 거리 측정실험에서의 자료 둘 모두 파이어니어 변칙의 원인이 중력 변형이라는 것을 부인하였다. 태양계 행성들의 세차 운동이나 장주기 혜성들의 궤도 변화에서는 변칙이 나타나지 않았기 때문에, 파이어니어 변칙만을 설명하기에도 무리가 있다.

#### 수정된 관성의 정의
수정 뉴턴 역학은 진공 에너지와의 상호작용으로 인한 관성 이론의 수정으로도 설명될 수 있는데, 이러한 궤도 기반 이론은 파이어니어 탐사선의 탈출 궤도와 공전하는 행성들을 설명할 수도 있다. 언루 효과와 카시미르 효과를 이용한 관성 모델은 수정 뉴턴 역학과 다르게 조정 가능한 변수가 없으며, 파이어니어 변칙과 근접통과 변칙을 설명하는 방법 중 하나로 제안되었다. 수정 관성 이론에 대한 여러 실험 또한 제안되고 있다.

#### 시간 매개 변수
다른 이론적 설명은 천문 시간과 원자 시간이 서로 똑같지 않다는 생각에 기초하고 있고, 만약 이론이 맞다면 탐사선이 "느려지는 것처럼 보이는 현상"을 설명할 수 있다.

## 추가 조사 방법
다른 탐사선에서 관측되었던 접근통과 변칙과 이 변칙이 연관이 있다는, 가능하지만 검증되지 않은 주장도 있다. 상황(행성 접근 vs 심우주 항해)이 매우 다르지만, 전체적으로 기존의 커다란 중력에 의한 가속도에서 작지만 설명할 수 없는 가속도가 관찰된다는 전체적인 현상은 매우 비슷하다.
파이어니어 탐사선은 더 이상 새로운 데이터를 얻지 못하고 (마지막 통신은 2003년 1월 23일 이루어졌다), 갈릴레오는 임무 종료 시 의도적으로 목성의 대기권에서 불탔다. 따라서 카시니-하위헌스와 같은 현재의 탐사선을 사용하여 연구를 진행하지만, 아직까지는 결정적인 결과를 산출하지는 않았다. 추가적인 연구를 진행하기 위한 여러 방법이 존재한다.
- 파이어니어 데이터에 대한 추가적인 분석을 진행한다. 이는 변칙 검출을 위해 사용된 최초의 데이터뿐만 아니라 최근까지 오직 형식적으로 저장해, 읽을 수 없는 파일 포맷으로 저장되었던 데이터도 포함된다. 이 데이터는 2006년 복구되어 현대의 파일 포맷으로 변환되어서 현재 분석에 사용할 수 있게 되었다.[57]
- 뉴 허라이즌스 탐사선은 순항 기간 동안 회전 안정화 기술을 사용하고, 이 변칙을 조사하는 데 사용될 수 있다. 뉴 허라이즌스 탐사선에서는 카시니 탐사선과 비슷한 문제가 발생할 수 있는데, 방사성동위원소 열전기 발전기가 탐사선의 본채에 가까이 붙어 있어 나오는, 예측이 어렵고 세기가 파이어니어 변칙보다 몇 배는 큰 열 복사 압력이 생성될 수도 있다. 그럼에도 불구하고 2007년 2월 목성 접근 통과 이후 명왕성까지 도달하는 긴 기간 동안 가속도를 발견할 수 있다는 희망을 갖기도 한다. 특히 열전기 발전기에 의해 발생되는 추력에도 불구하고 토성 궤도 부근에서 변칙의 "시작"은 관측될 수 있다.[58]
- 변칙 조사 전용 탐사 계획도 제안되었다.[59] 이러한 탐사는 태양으로부터 200 AU를 능가하는 거리에 있는 쌍곡선 탈출 궤도에 탐사선을 진입시켜야 한다.
- 20 AU 안에 있는 소행성들을 관측하면 변칙의 원인이 중력에 의한 것인지 확인할 수 있다.[60][61]

## 변칙에 대한 회의나 컨퍼런스
회의는 2004년에 브레멘 대학교에서 파이어니어 변칙에 대해 논의하기 위해 개최되었다.
이 문제를 해결하기 위해 파이어니어 협동 탐사 협회가 설립되었고 세 번의 만남(2005, 2007, 2008년)을 스위스의 베른에 있는 국제 우주 과학 연구소에서 진행하며 위의 내용에 대해 토론하고 가능한 해결 방법을 논의했다.

## 같이 보기
- 접근통과 변칙
- 은하의 회전곡선
- 텐서-벡터-스칼라 중력
- 수정 뉴턴 역학
- 일반 상대성 이론
- 물리학의 미해결 문제

## 읽을거리
- Anderson, J  D.; Laing, P. A.; Lau, E. L.; Liu, A. S.; Nieto, M. M.; Turyshev, S. G. (1998). “Indication, from Pioneer 10/11, Galileo, and Ulysses Data, of an Apparent Anomalous, Weak, Long-Range Acceleration”. 《Physical Review Letters》 81 (14): 2858–2861. arXiv:gr-qc/9808081. Bibcode:1998PhRvL..81.2858A. doi:10.1103/PhysRevLett.81.2858.

- Anderson, J  D.; Laing, P. A.; Lau, E. L.; Liu, A. S.; Nieto, M. M.; Turyshev, S. G. (2002). “Study of the anomalous acceleration of Pioneer 10 and 11”. 《Physical Review D》 65 (8): 082004. arXiv:gr-qc/0104064. Bibcode:2002PhRvD..65h2004A. doi:10.1103/PhysRevD.65.082004.

- Musser, George (December 1998). “Pioneering Gas Leak?”. 《Scientific American》 279 (6): 26–27. Bibcode:1998SciAm.279f..26M. doi:10.1038/scientificamerican1298-26b.
- Reardon, A. C. (2011). "Gravitational Analysis of V541 Cygni, DI Herculis, and the Pioneer anomaly". Astrophysics and Space Science, Vol. 336, No. 2 369–377, [깨진 링크(과거 내용 찾기)] Theory establishes a gravitational connection between the unexplained periastron advance observed in two binary star systems and the Pioneer anomaly.
- Anderson, J. D.; Turyshev, S. G.; Nieto, M. M. (2002). “A mission to test the Pioneer anomaly”. 《International Journal of Modern Physics D》 11 (10): 1545. arXiv:gr-qc/0205059. Bibcode:2002IJMPD..11.1545A. doi:10.1142/S0218271802002876.
- Turyshev, S. G.; Nieto, M. M.; Anderson, J. D. (2005). 〈A Route to Understanding of the Pioneer Anomaly〉.   Chen, P.; Bloom, E.; Madejski, G.; Petrosian, V. 《The XXII Texas Symposium on Relativistic Astrophysics》. 13–17쪽. arXiv:gr-qc/0503021. Bibcode:2005tsra.conf..121T. Stanford e-Conf #C04, paper #0310.
- Dittus H, Pioneer Explorer Collaboration (2005). “A Mission to Explore the Pioneer Anomaly”. 《ESA Spec.Publ.》 588: 3–10. arXiv:gr-qc/0506139. Bibcode:2005gr.qc.....6139T.
- Nieto, M. M.; Turyshev, S.G. (2004). “Finding the origin of the Pioneer anomaly”. 《Classical and Quantum Gravity》 21 (17): 4005. Bibcode:2004CQGra..21.4005N. doi:10.1088/0264-9381/21/17/001.

- Page, J. F.; Dixon, David S.; Wallin, John F. (2005). “Can Minor Planets be Used to Assess Gravity in the Outer Solar System?”. 《The Astrophysical Journal》 642: 606. arXiv:astro-ph/0504367. Bibcode:2006ApJ...642..606P. doi:10.1086/500796.
- Johnson, J. (2005년 1월 2일). “Opening New Doors in Space”. 《Seattle Times》. 2012년 1월 12일에 확인함.
- Nieto, M. M.; Anderson, J. D. (2005). “Using Early Data to Illuminate the Pioneer Anomaly”. 《Classical and Quantum Gravity》 22 (24): 5343–5354. arXiv:gr-qc/0507052. Bibcode:2005CQGra..22.5343N. doi:10.1088/0264-9381/22/24/008.
- Hellemans, Alexander (October 2005). “A Force to Reckon With”. 《Scientific American》 293 (4): 24–25. Bibcode:2005SciAm.293d..24H. doi:10.1038/scientificamerican1005-24.
- Brownstein, J. R.; Moffat, J. W. (2006). “Gravitational solution to the Pioneer 10/11 anomaly”. 《Classical and Quantum Gravity》 23 (10): 3427–3436. arXiv:gr-qc/0511026. Bibcode:2006CQGra..23.3427B. doi:10.1088/0264-9381/23/10/013.
- Anderson, J. (2009년 1월 28일). “March 2009: Is there something we don't know about gravity?”. 《Astronomy Magazine》 37 (3): 22–27.